# City of Banyule
City of Banyule – obszar samorządu lokalnego (ang. local government area), położony w północnej części aglomeracji Melbourne. Wzdłuż południowej granicy płynie rzeka Yarra. Według spisu ludności z 2006 roku, obszar ten zamieszkuje 114866 osób. City of Banyule powstało w 1994 roku z połączenia: Heidelberg oraz hrabstw Diamond Valley i Eltham. 

## Dzielnice
- Bellfield
- Briar Hill
- Bundoora
- Eaglemont
- Greensborough
- Heidelberg
- Heidelberg Heights
- Heidelberg West
- Ivanhoe
- Ivanhoe East
- Lower Plenty
- Macleod
- Montmorency
- Rosanna
- Viewbank
- Watsonia
- Watsonia North
- Yallambie